# Pan Samochodzik i Winnetou
Pan Samochodzik i Winnetou – powieść dla młodzieży autorstwa Zbigniewa Nienackiego, wydana po raz pierwszy w roku 1976. Utwór wchodzi w skład cyklu Pan Samochodzik, opisującego przygody historyka sztuki noszącego to przezwisko.

## O książce
Akcja powieści toczy się w lipcu 1973 roku na Mazurach. Osią fabuły – odmiennie od większości powieści o Panu Samochodziku, napisanych przez Nienackiego – nie jest intryga detektywistyczna, polegająca na poszukiwaniu zaginionych, ukrytych lub skradzionych dóbr kultury. Jak sam autor napisał w przedmowie, celem powieści jest ukazanie piękna mazurskiej przyrody i uświadomienie wszystkim konieczności jej ochrony.
Powieść jest także próbą przeniesienia we współczesne polskie realia archetypów stworzonych przez autorów powieści o Dzikim Zachodzie - przede wszystkim Karola Maya. Główni bohaterowie są miłośnikami kultury Indian Ameryki Północnej i noszą imiona stylizowane na indiańskie: Winnetou, Szara Sowa, Milczący Wilk, Sosnowa Igiełka, a także zachowują się i mówią, jak bohaterowie powieści Maya.

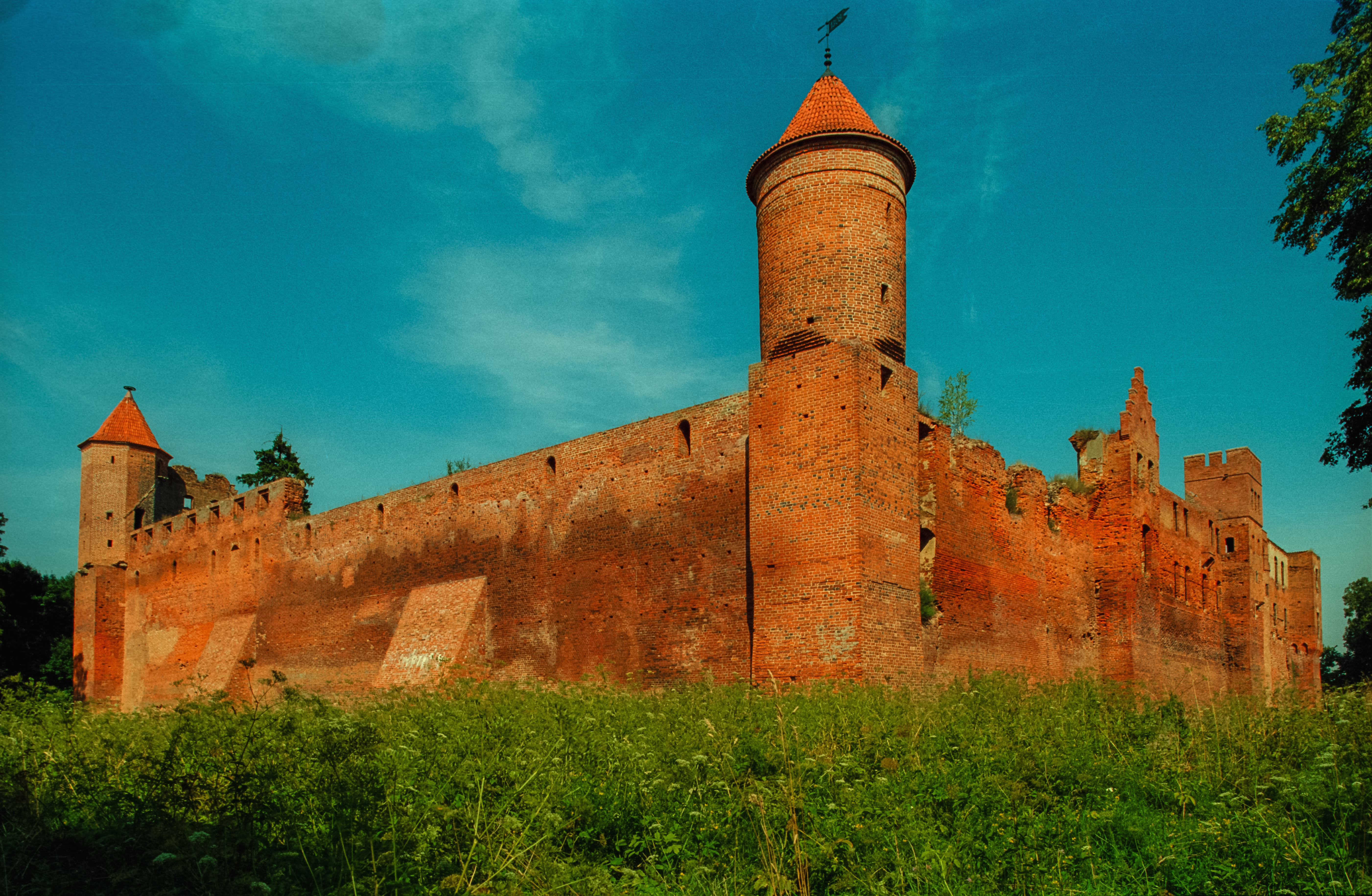
Zamek w Szymbarku

Jak podkreślił we wstępie autor, miejsce akcji powieści jest fikcyjne. Jednak podobnie, jak w kilku innych powieściach cyklu, zostało ono przez autora stworzone poprzez połączenie cech kilku faktycznie istniejących miejsc. Pierwowzorem ruin zamku nad jeziorem są ruiny zamku w Szymbarku, położonego nad jeziorem Szymbarskim na Pojezierzu Iławskim. Sam autor pisze o nim "Zamek (...) zbudowany został w 1386 roku przez prepozyta katedry pomezańskiej, Henryka ze Skolina." Zamek znajduje się ok. 20 km od Jerzwałdu, miejsca zamieszkania pisarza. 
Miejscowość Złoty Róg jest fikcyjna, choć jej nazwa może nawiązywać do wsi Żabi Róg (historyczna nazwa Złoty Róg, Güldenhorn), leżącej koło Morąga, również na Pojezierzu Iławskim, 50 km od Jerzwałdu. Natomiast opis jeziora Zmierzchun nad którym znajdują się powieściowe ruiny (składające się z trzech części połączonych przesmykami, połączone kanałem z jeziorem Śniardwy), odpowiada dokładnie topografii jeziora Roś na Pojezierzu Mazurskim. W rzeczywistości zamek i jezioro Roś dzieli w prostej linii ponad 150 km.

## Wydania
- I - Wydawnictwo Harcerskie „Horyzonty”, 1976
- II - Wydawnictwo Pojezierze, Olsztyn 1978
- III - Wydawnictwo Pojezierze, Olsztyn 1984
- ? - Klub Świat Książki, Warszawa 2001
- Wydawnictwo Edipresse-Kolekcje SA, Warszawa 2015 (w serii: Klub Książki Przygodowej tom 9; ISBN 978-83-7989-755-1)

## Wydania zagraniczne
- Pan Auťák a Vinnetou, 1987 - wydanie w języku czeskim[4]